# Ananias Posmik
Ananias Posmik SVD (* 9. Februar 1906 in Groß Peterwitz (Oberschlesien); † 18. März 1943 in der Bismarcksee) war ein deutscher römisch-katholischer Ordensmann, Missionar und Märtyrer.

## Leben
Paul Posmik aus Groß Peterwitz (heute polnisch: Pietrowice Wielkie), bei Ratibor, trat in den Orden der Steyler Missionare ein und nahm den Ordensnamen Ananias (nach einem der Jünglinge aus dem Feuerofen) an. Er ging als Bruder (nicht Priester) in die Papua-Neuguinea-Mission. Nach der Besetzung von Papua-Neuguinea durch japanische Invasionstruppen 1942 wurde er am 18. März 1943 zusammen mit Bischof Josef Lörks und zahlreichen weiteren Missionaren und Ordensschwestern auf dem Zerstörer Akikaze hingerichtet und ins Meer geworfen.

## Gedenken
Die Römisch-katholische Kirche in Deutschland hat Bruder Ananias Posmik als Märtyrer in das deutsche Martyrologium des 20. Jahrhunderts aufgenommen.